# Pyramica epinotalis
Pyramica epinotalis är en myrart som först beskrevs av Weber 1934.  Pyramica epinotalis ingår i släktet Pyramica och familjen myror. Inga underarter finns listade i Catalogue of Life.